# Biscucuy
Biscucuy é uma cidade venezuelana, capital do município de Sucre (Portuguesa).